# Prêt-à-porter
A expressão prêt-à-porter significa "pronto a vestir" e foi criada pelo estilista francês J.C. Weil, no final de 1949, depois do fim da Segunda Guerra Mundial. Em pleno pós-guerra, no auge da democratização da moda, surgiu o prêt-à-porter, libertando as confeções da imagem ruim associada ao dia a dia, ampliando o campo de ação em todo o mundo e crescendo diante da decadência da alta-costura.

## Conceito doprêt-à-porter
Este novo conceito foi responsável pela difusão da moda e da adequação aos consumidores.
O prêt-à-porter revolucionou a produção industrial, pois passou a ser possível criar roupas em grandes escalas industriais, de melhor qualidade, oferecer uma grande praticidade, além da variedade não só de estilos, mas também de preço e lançar novas tendências. Sendo mais acessível ao público, possuindo a marca e a assinatura do estilista em peças, dando ar de sofisticação, mas sem o tom de exclusividade. Além da acessibilidade surgida com o advento do prêt-à-porter, a globalização tornou a informação mais veloz, e o que é novidade do outro lado do planeta pode chegar até nós em questão de minutos. Em pouco tempo, o que é o último lançamento da alta-costura ganha inúmeras clonagens ao redor do mundo. Com o surgimento do prêt-à-porter, a alta-costura deixou de lançar a moda, e as coleções prêt-à-porter passaram a ditar as tendências. Embora as peças industriais sejam produzidas em série, o prêt-à-porter tem a moda em si, ele uniu a indústria à moda, acrescenta estilo às ruas e dá um ar diferente e criativo às peças básicas.
O prêt-à-porter se associou a muitos estilistas agregando valores estéticos aos produtos, compondo consultoria de estilo. Com o estilismo, o vestuário industrial muda tornando-se um produto da moda. Mais do que apenas uma mutação estética, o prêt-à-porter propiciou uma mutação simbólica. Criando um símbolo de alta classe. A partir disso, as marcas industriais se iniciaram no universo da publicidade. Marcas que deveriam ser intrinsecamente articuladas à assinatura de um estilista para atrair os investimentos publicitários, como algo personalizado com milhares de peças idênticas produzidas nas indústrias, que seriam desejadas por pessoas no mundo todo.